# .ch
.ch (Suíço-alemão: Schwyz) é o código TLD (ccTLD) na Internet para a Suíça.
Uma das traduções do nome oficial "Confederação Suíça" é Confœderatio Helvetica (CH).